# لورين هايس
لورين هايس (بالإنجليزية: Lauren Hays)‏;(مواليد 21 مايو 1968 في فيرفاكس، فيرجينيا، الولايات المتحدة الأميركية), مُمثِلة ومُغنية ومُذيعة أمريكية, مَثلت في عدد مِن الأفلام خلال الفترة ما بين سنة 1990 م وسنة 2000 م قَبل أن تُصبح مُغنية, وَقامت بعد ذلك بعدة جولات موسيقية للقوات الأميركية في أوكيناوا والعراق والكويت وكوسوفو.

## روابط خارجية
- لورين هايس على موقع IMDb (الإنجليزية)
- لورين هايس على موقع أول ميوزيك (الإنجليزية)
- لورين هايس على موقع قاعدة بيانات الفيلم (الإنجليزية)